# لولا هيندريكس
لولا هيندريكس (بالإنجليزية: Lola Hendricks)‏ هي ناشِطة أمريكية، ولدت في 1932 في برمنغهام في الولايات المتحدة. ساعدت وايت ووكر في التخطيط البدئي لمشاركة مؤتمر قيادة الجنوب المسيحي في حملة برمنغهام عام 1963 أثناء حركة الحقوق المدنية.

## النشأة
في 19 ديسمبر عام 1932، وُلدت لولا ماي هاينز، الابنة الأولى من أصل اثنتين، لبوفورد وأدي هاينز في برمنغهام في ولاية ألاباما في الطريق 4 والشارع 15 جنوب برمنغهام. كان والدها من لاغرانغ، ولاية جورجيا، يعمل كسائق لشاحنة نقل الفحم، وكانت والدتها من مقاطعة تشامبرز في ألاباما، تعمل كطباخة منزلية. درست لولا ماي هاينز في مدرسة كاميرون الابتدائية في برمنغهام، تخرجت منها ثم التحقت بمدرسة أولمان الثانوية لمدة عامين. في عام 1949، التحقت هاينز بمدرسة باركر الثانوية لمدة عامين وتخرجت في يناير من عام 1951. بعد تخرجها من مدرسة باركر الثانوية، بدأت العمل كمشغلة مصعد في مشفى هيلمان، المعروف حاليًا باسم المشفى الجامعي. ادخرت لولا ماي هاينز المال الذي جنته من عملها في المشفى لمدة عام، حتى تمكنت من التسجيل في مدرسة الجمال في عام 1952 حيث التحقت بمدرسة روث بورتر لثقافة الجمال.
في فبراير عام 1953، تزوجت لولا ماي هاينز من جوزيف هندريكس. ثم انتقلت للدراسة في كلية بوكر تي، واشنطن للأعمال لمدة سنتين. بعد أن تخرجت لولا من كلية بوكر تي، واشنطن للأعمال، بدأت العمل في مجال التأمين في شركة ألكسندر آند كومباني. توظفت لولا ماي هاينز هيندريكس في الشركة التي يملكها جون جي. درو وزوجته ديني، كمدونة ومسؤولة عن ضمان السندات. في عام 1963، بدأت هاينز العمل لحساب الحكومة الفيدرالية ضمن وكالة إدارة الضمان الاجتماعي، حيث أصبحت إحدى أوائل الأمريكيين الأفارقة الذين اندمجوا مع القوى العاملة من ذوي البشرة البيضاء. عملت هيندريكس في قسم الملفات لمدة عامين تقريبًا، ثم ترقت بعملها لتصبح كاتبة ملفات ومحررة.

## حركة الحقوق المدنية
كان أفراد عائلة هندريكس أعضاء في الجمعية الوطنية للنهوض بالأشخاص الملونين (NAACP). عندما حظرت ولاية ألاباما المجموعة في عام 1956، أصبحت هندريكس من أوائل أعضاء حركة ألاباما المسيحية لحقوق الإنسان (ACMHR)، وشاركت في اجتماع جماهيري في الكنيسة المعمدانية الجديدة لنيلسون سميث حيث كانت عضوًا فيها. نظمت حركة ألاباما المسيحية لحقوق الإنسان، بقيادة شاتلزوورث، حركة مقاطعات ومظاهرات محلية ونسقت تحديات ضد قوانين الفصل العنصري في برمنغهام في الخمسينيات والستينيات. تعينت هندريكس مع زوجها كطرفين في الدعاوى القضائية التي دعمتها حركة ألاباما المسيحية لحقوق الإنسان لفرض الاندماج ضمن حدائق مدينة برمنغهام وإلغاء التمييز العنصري في المكتبة العامة في برمنغهام. شغلت هندريكس أيضًا منصب سكرتيرة المراسلات في المنظمة، حيث عملت في مكتب شاتلورث في كنيسة بيثيل المعمدانية من عام 1956 إلى أن بلغت حملة برمنغهام أوجها. في ديسمبر عام 1962، سافرت إلى نيو إنغلاند كمديرة ميدانية لصندوق التعليم للمؤتمر في الجنوب، ونشرت الوعي بين الشماليين حول واقع الفصل العنصري الكائن في الجنوب، وجمعت تبرعات لألعاب عيد الميلاد لأعضاء الحركة الذين قاطعوا المتاجر في برمنغهام.
في ربيع عام 1963، نسقت هندريكس متطلبات مكتب العمل وساهمت في جمع جهات الاتصال المحلية لتنسيق الجهود بين حركة ألاباما المسيحية لحقوق الإنسان ومؤتمر قيادة الجنوب المسيحي (SCLC)، الذي شارك شاتلزوورث في تأسيسه وترأسه مارتن لوثر كينغ الابن. عملت هندريكس بشكل مباشر مع عضو SCLC، وايت ووكر أثناء الحملة، حيث ساعدت في تنظيم الدعم للمسيرات وحركات مقاطعة المتاجر الكبرى.
تقدمت هندريكس بشكل مباشر إلى مفوض السلامة العامة يوجين «بول» كونور للحصول على تصريح لقيادة مظاهرة في اليوم الأول، وقال لها «لن تحصلي على تصريح في برمنغهام، ألاباما للتظاهر. وإلا سأرميكِ في السجن». بعد رفض ووكر للطلب، تراجعت هندريكس عن فكرة تشكيل مظاهرة خوفًا من السجن وحمايةً لصورتها ودورها في الحركة. ومع ذلك، كانت ابنة هندريكس، أودري فاي هندريكس (1952- 2009) البالغة من العمر تسع سنوات، هي الطفلة الوحيدة في صفها التي شاركت في «حملة الأطفال الصليبية» في 2 مايو عام 1963 والتي لفتت أنظار المجتمع الدولي إلى الإجراءات الوحشية التي مارسها كونور ضد المتظاهرين. أمضت خمس ليال في السجن قبل أن يخبر بعض المرافقين والديها بأنها في أمان. كانت أصغر طفل معروف يُعتقل بسبب هذا الاحتجاج. كتبت سينثيا ليفينسون كتابًا للأطفال بعنوان «السائر الأصغر»: قصة أودري فاي هندريكس، ناشطة ناشئة في مجال الحقوق المدنية (2017)، يدور حول هذا الموضوع. تضمن هذا الكتاب أيضًا وصفة لولا هيندريكس لأكلة «اللفائف الحارة المغطسة بالزبدة» "Hot Rolls Baptized in Butter".

## حياتها لاحقًا
تركت هندريكس وظيفتها في شركة التأمين في عام 1963 لتنضم إلى مكتب إدارة الضمان الاجتماعي في برمنغهام. تعينت في البداية كمدونة ملفات، ثم ترقّت لتصبح كاتبة مسؤولة عن وحدة كاملة قبل أن تنتقل لتعمل كمشرفة في لجنة تكافؤ فرص العمل. تركت عملها في عام 1983 لرعاية والدتها. في عام 1988، انضمت مرة أخرى إلى وكالة إدارة الضمان الاجتماعي، وبقيت هناك حتى وصلت إلى سن التقاعد. واصلت التطوع في معهد الحقوق المدنية في برمنغهام وفي منتصف التسعينيات، ساعدت جمعية برمنغهام التاريخية في حركة البحث عن كنائس ومعالم لتوضع في السجل الوطني للأماكن التاريخية.
لدى هندريكس شقيقتان (إحداهما متوفاة)، وابنتان، أودري فاي هندريكس (1952-2009) وجان هندريكس فولر، وحفيد واحد هو جول أي. فولر. كانت أودري فاي هندريكس (1952-2009) البالغة من العمر تسع سنوات، الطفلة الوحيدة في صفها التي شاركت في «حملة الأطفال الصليبية» في 2 مايو عام 1963.

## اقتباس
«لم تكن لدي أي مخاوف». -السيدة. لولا إتش هندريكس؛ مشروع التاريخ لمعهد بيرمنغهام للحقوق المدنية، 19 يناير، 1995.